# کوجیرو هونگو
کوجیرو هونگو (انگلیسی: Kojiro Hongo; ۱۵ فوریهٔ ۱۹۳۸ – ۱۴ فوریهٔ ۲۰۱۳) بازیگر اهل ژاپن بود.